# Textil- und Rennsportmuseum

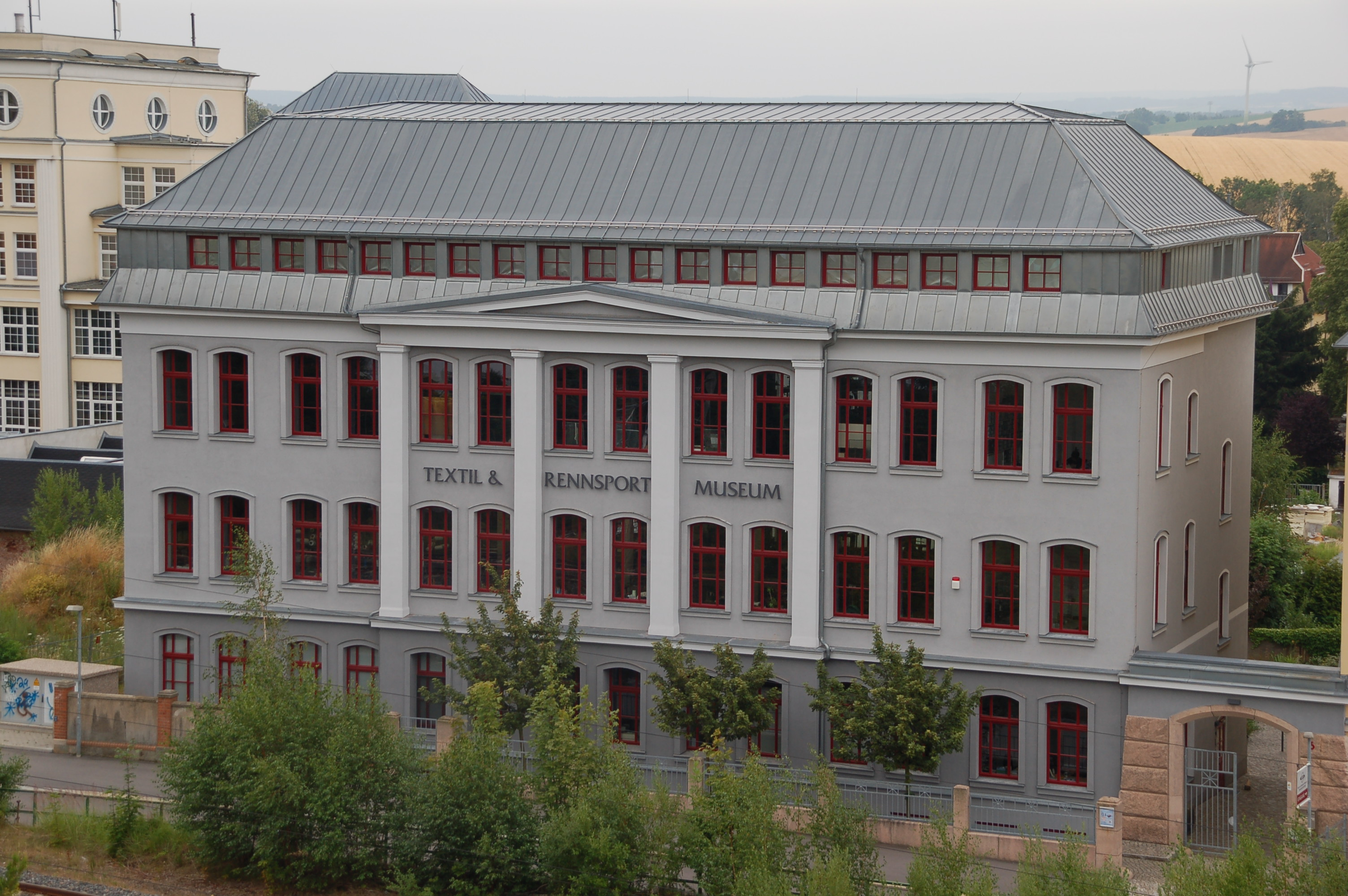
Das Textil- und Rennsportmuseum im Jahr 2021

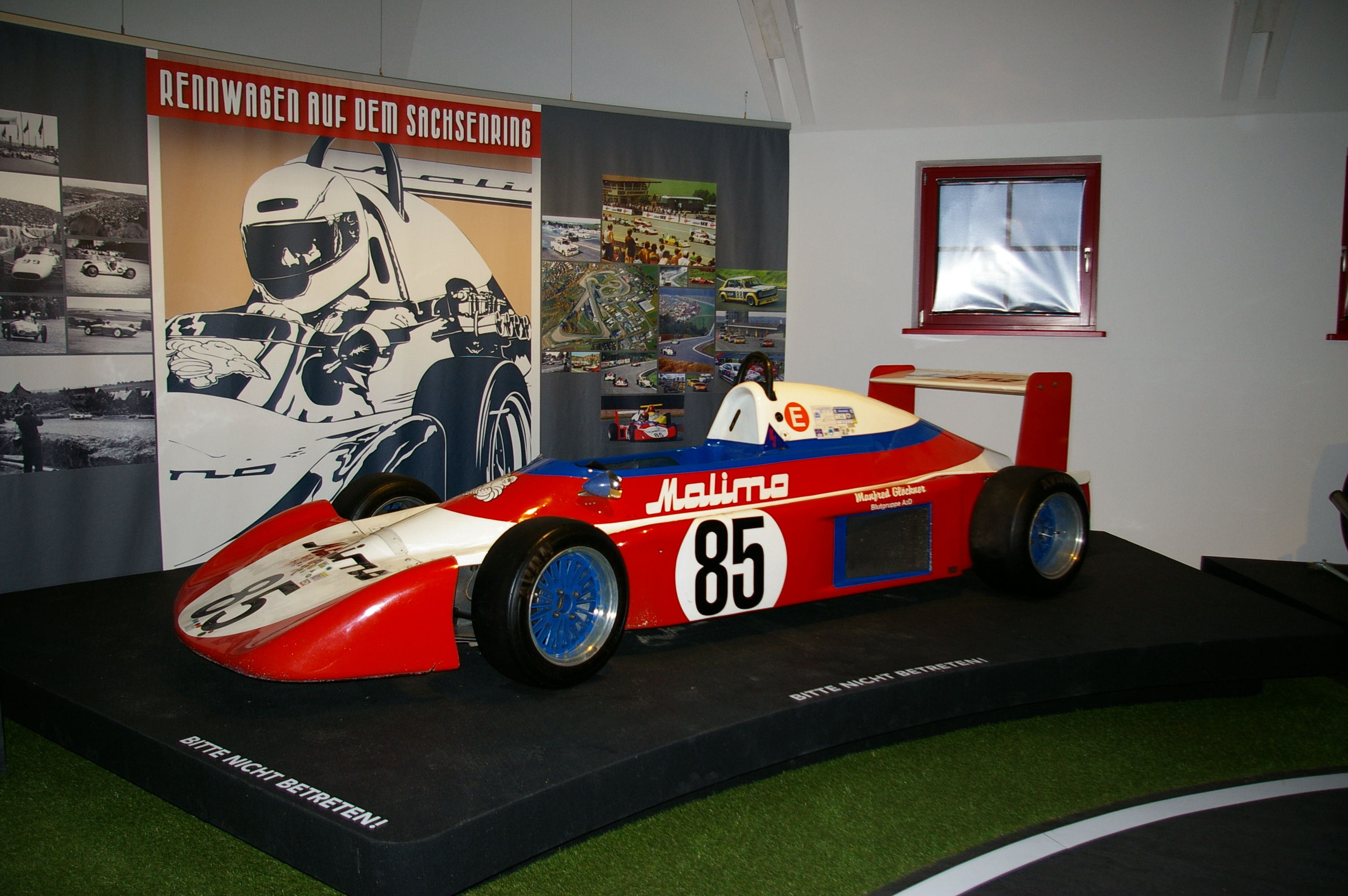
Rennwagen im Rennsport-Ausstellungsteil des Museums

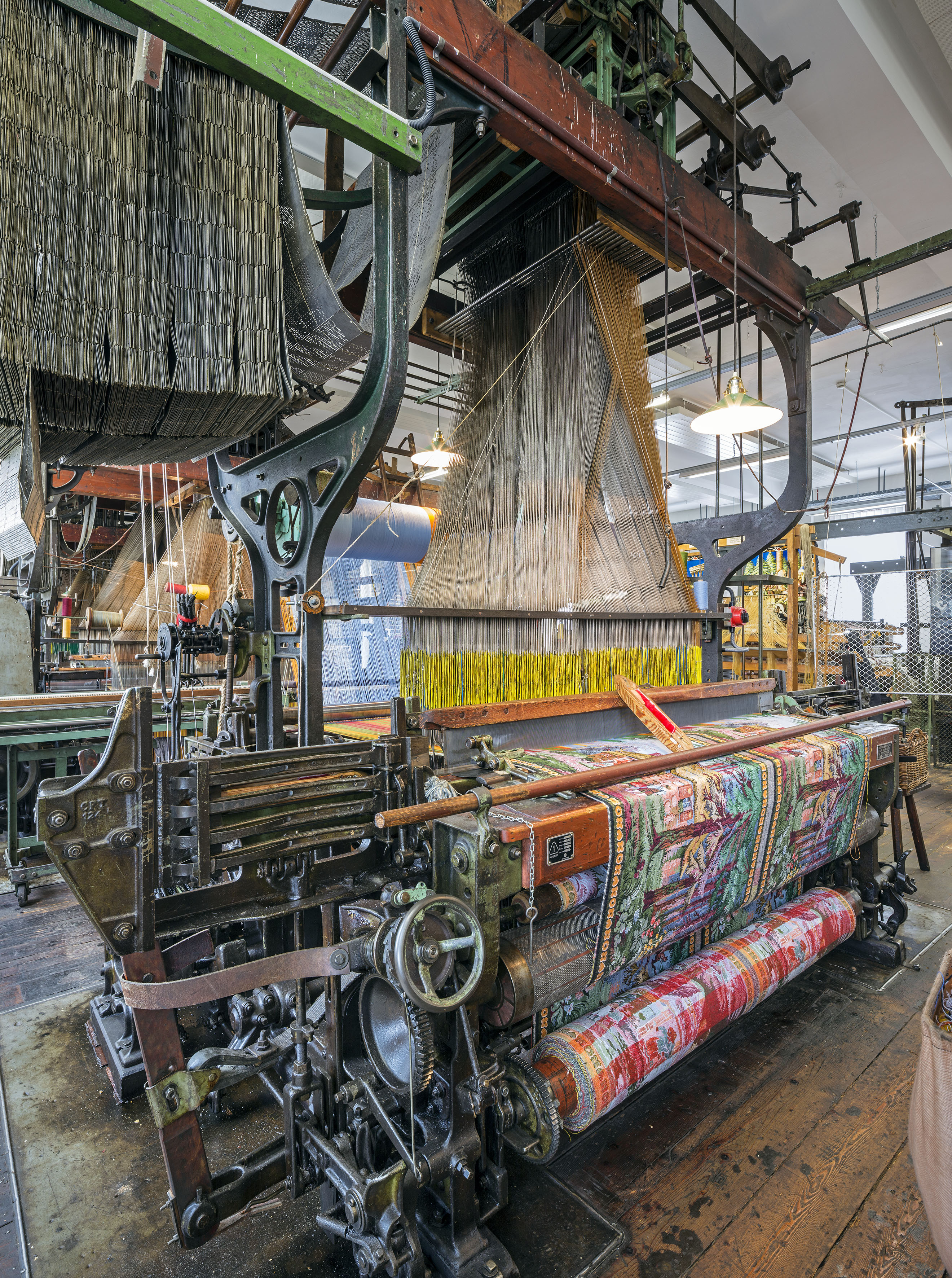
Jacquard-Webstuhl im Textilherstellungs-Ausstellungsteil des Museums

Das in den 1990er-Jahren entstandene Textil- und Rennsportmuseum (TRM) in Hohenstein-Ernstthal befindet sich in einem fünfstöckigen Fabrikgebäude der ehemaligen Textilfirma C. F. Jäckel.

## Details
Auf einer Ausstellungsfläche von über 1400 m² werden unter anderem Themen der Jacquardweberei, der Strumpfwirkerei, der Strickerei und Stickerei sowie der Wäscheindustrie gezeigt. Die Herstellung textiler Produkte auf den vorgeführten historischen Maschinen wird demonstriert. Die umfangreiche Sammlung gewebter Wandbilder ist ein Alleinstellungsmerkmal des Museums.
Ungewöhnlich, aber durch die Stadtgeschichte begründet, ist die Verbindung von Textil- und Motorsportgeschichte. Der Ausstellungsbereich zum legendären Sachsenring zeigt historische und aktuelle Entwicklungen entlang der Rennstrecke. Unter den Exponaten befinden sich originale Straßenrennmaschinen, Rennsportkleidung und eine umfangreiche Modellsammlung.
Die jährlichen Sonderausstellungen behandeln Themen zur regionalen Industriegeschichte, zur textilen Kunst und zum saisonalen Brauchtum.
Im Textil- und Rennsportmuseum befindet sich der Stadtrechtsbrunnen.